# Jan Norbert z Neuberka
Jan Norbert rytíř z Neuberka (též z Neubergu, 11. srpna 1796 Čejetičky – 3. srpna 1859 Čejetičky) byl český šlechtic, úředník, národní buditel, sběratel umění, spoluzakladatel a mecenáš Národního muzea v Praze.

## Životopis

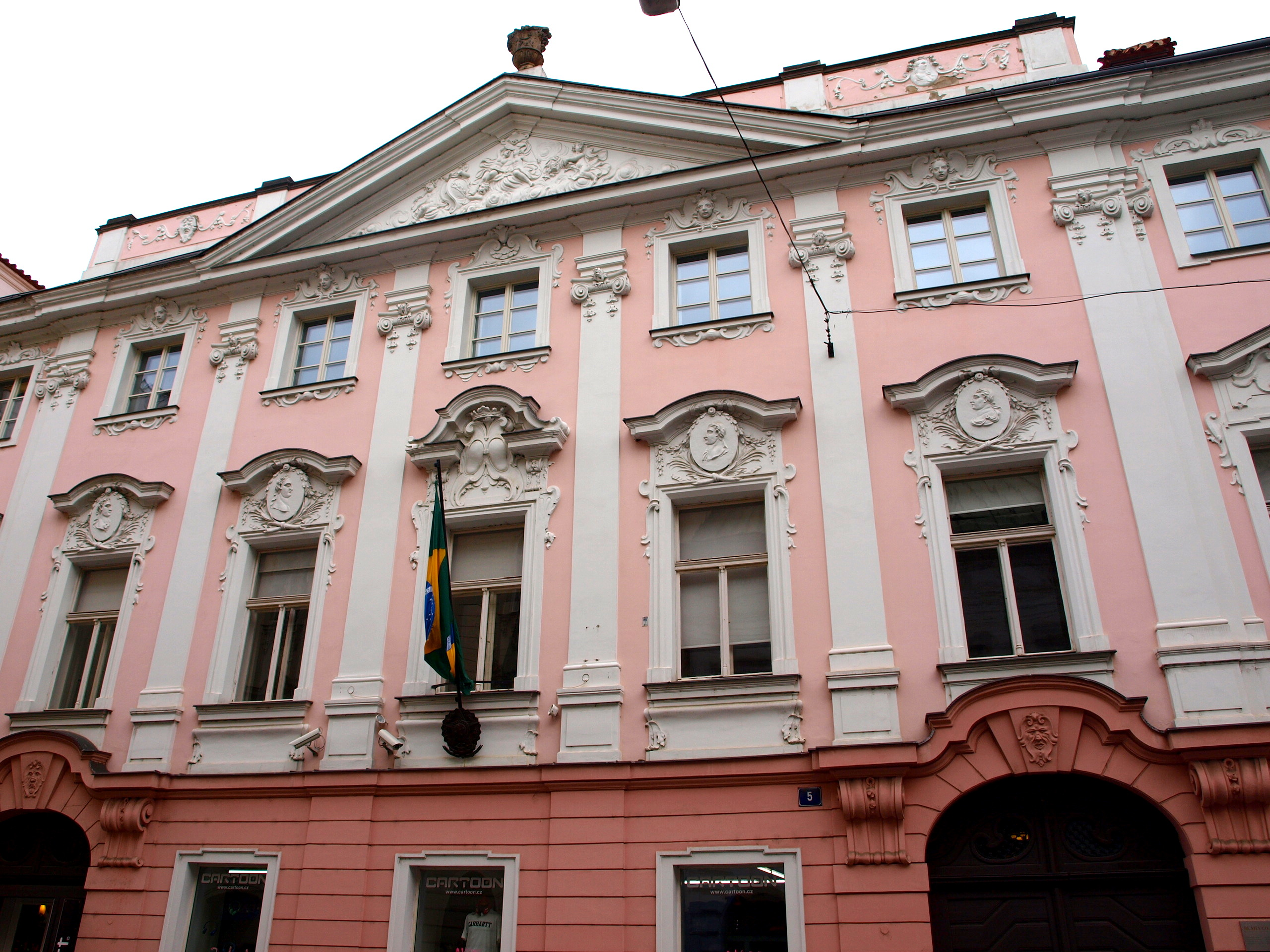
Neubergovský palác v Panské ulici v Praze

Narodil se jako syn Jana Františka, rytíře z Neuberka a osiřelé Karolíny, rozené hraběnky z Trauttmannsdorffu. Byl dědičně úředníkem rakouské monarchie, stal se Nejvyšším písařem Království českého. Roku 1833 se oženil s Žofií z Wiedersperku a na Trpístech, která se narodila roku 1805 a zemřela 3. ledna 1884. Žofiina bratra c.k. důstojníka barona Wiedersbergera znal jiný český buditel, rytíř, písmák, důstojník a sběratel bohemik Jan Jeník z Bratřic, jehož Neuberk v Praze také znal. Norbert s ní vyženil sbírky rodiny Dobřenských (po její babičce) a někdejší palác Dobřenských, dále zvaný Neubergovský palác, čp. 891 v Panské ulici č. 5 na Novém Městě pražském. Tam se scházel kroužek učených aristokratů - zakladatelů Vlasteneckého muzea. Kromě toho Neuberkovi žili také v domě čp. 1233/II na Novém Městě pražském. Norbert po otci zdědil zámek Neuperk v obci Čejetičky u Mladé Boleslavi, kde trávil ve stáří většinu času; jako venkovské sídlo zakoupil i zrušený Sázavský klášter.
Zdědil a rozmnožil rodinnou sbírku starožitností, z níž jeho jediný syn Jan Eduard z Neuberka († 1892) roku 1892 některé předměty odkázal Uměleckoprůmyslovému museu v Praze, avšak bez nejcennějších kusů, které dříve prodal do zahraničí. Cennou knihovnu a sbírku zbraní Jan Norbert odkázal Knihovně Národního muzea.
Jan Norbert měl po otci vřelý vztah k českému národnímu životu, do rodinné společnosti bývali zváni František Martin Pelcl či Josef Dobrovský. Vstoupil do řad šlechtických zakladatelů Vlasteneckého muzea v Praze. Jeho podíl na formování muzea je zásadní. Spolu s hrabětem Františkem Josefem z Klebelsbergu roku 1818 sepsal jeho první stanovy, účastnil se většiny schůzí, jakožto dobrý úředník a rozený praktik byl všestranně činný. Roku 1841 se stal kurátorem Matice české, jejíž publikace spolufinancoval (například Starožitnosti Jana Erazima Vocela). Roku 1843 byl zvolen předsedou Archeologického sboru muzea.
Během revolučního roku 1848 byl i politicky aktivní. Ve volbách roku 1848 byl zvolen na rakouský ústavodárný Říšský sněm. Zastupoval volební obvod Beroun v Čechách. Uvádí se jako statkář. Patřil ke sněmovní pravici.

### Závěr života
Po angažmá v národním politickém hnutí roku 1848 byl vyšetřován policií a znechucen brzy z dosavadních úřadů odstoupil. V červenci 1852 se vzdal funkce předsedy výboru muzea.

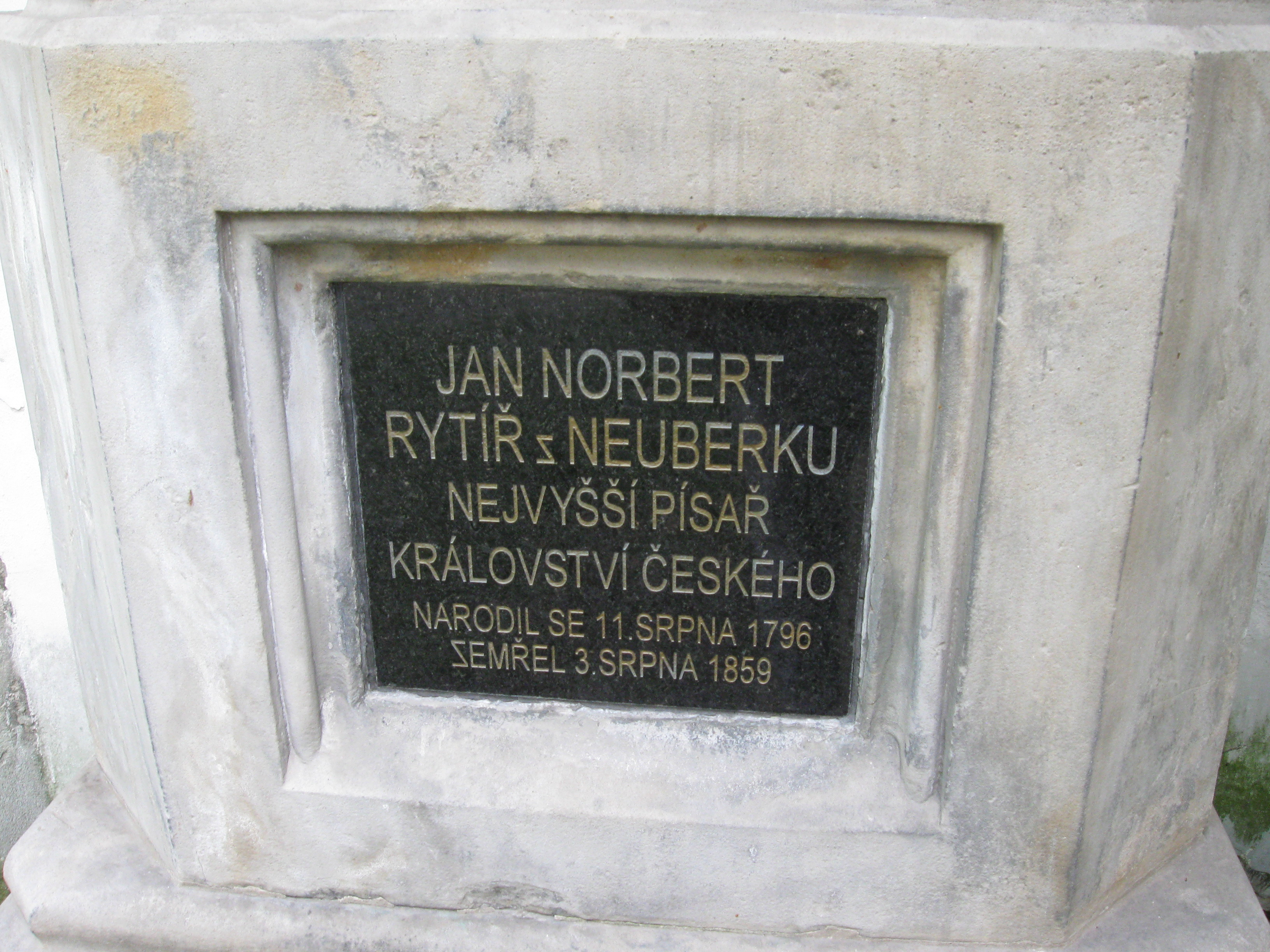
Náhrobek Jana Norberta z Neuberka na kostele svatého Havla v Mladé Boleslavi

Zemřel dne 3. srpna 1859 v Čejetičkách a byl pochován v mladoboleslavském kostele svatého Havla.